# Landwehr (Wachau)

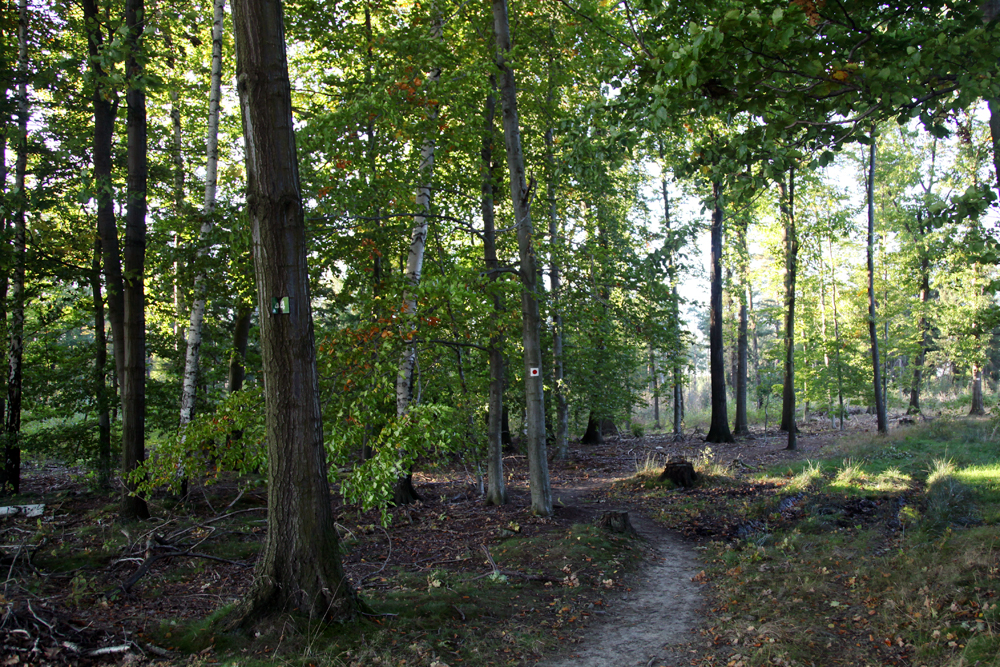
Waldweg in der Landwehr

Die Landwehr (früher Lampers Wald, Lampertswald oder Lampertsholz genannt) ist ein 300 ha großes Waldgebiet zwischen Radeberg und den Wachauer Ortsteilen Feldschlößchen und Leppersdorf in Sachsen. Die höchste Erhebung ist der Spitzberg. Ein Teil des FFH-Schutzgebietes Fließgewässersystem Kleine Röder und Orla liegt im Gebiet der Landwehr. Ein Unwetter am Pfingstmontag 2010 zerstörte große Teile des Waldgebietes. Der Radeberger Rundwanderweg verläuft durch die Landwehr.

## Geschichte

Die Landwehr (hier: „Die Landtwehr Von Schönfeldt“) im 16. Jahrhundert (rechts unten). Die Karte von Oeder ist gesüdet, d. h. Norden ist unten und Osten ist links.

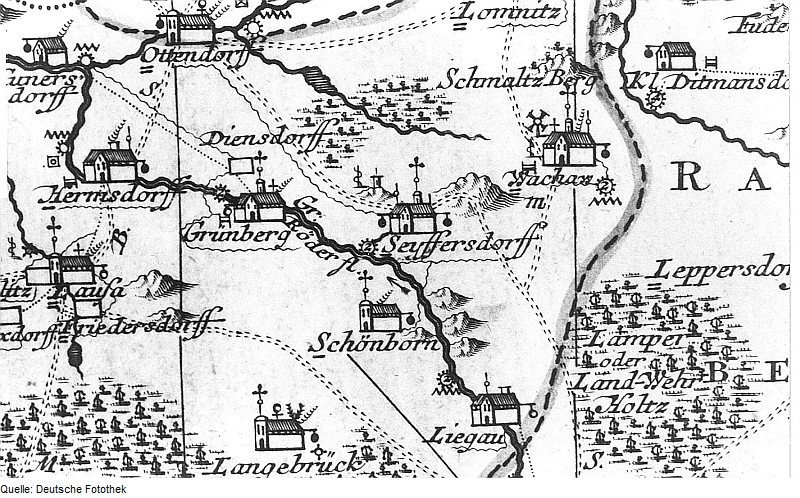
Landwehr bzw. Lampertswald, Karte aus dem 18. Jahrhundert

Eine Urkunde aus dem Jahr 1378, welche die Zugehörigkeit Leppersdorfs zum castrum Radeberg beschreibt, erwähnt das Waldgebiet zum ersten Mal schriftlich. Bereits auf der sogenannten Ur-Oeder-Karte, der Ersten Chursächsischen Landesaufnahme des Kartografen Matthias Oeder aus dem 16. Jahrhundert, ist das Waldgebiet als Die Landtwehr Von Schönfeldt verzeichnet. Die Bezeichnung …Von Schönfeldt bezieht sich auf die damaligen Eigentümer des Waldgebietes, die Familie von Schönfeld, der auch Rittergut und Schloss Wachau gehörte.
Der Topographische Atlas des Königreichs Sachsen (1841–1843) von Jacob A. H. Oberreit bezeichnet die Landwehr als „Lampers Wald oder die Landwehr“. Neben dem Wald beschreibt Oberreit auch mehrere Lehm- und Tongruben in diesem Gebiet, welche umliegende Ziegeleien versorgten. Noch im 19. Jahrhundert war das Waldgebiet Eigentum des Ritterguts Wachau. Der Agrarreformer und Autor Heinrich August Blochmann, der dieses Rittergut 1841 erwarb, beschrieb den Wald zu dieser Zeit als hauptsächlich mit Nadelgehölzen wie Fichten, Kiefern und Tannen bewachsen. Außerdem waren Lärchen und Laubbäume wie Eichen, Buchen, Erlen und Birken zu finden. Bis ins 20. Jahrhundert wurde das Gebiet auch als Lampertswald oder Lampertsholz bezeichnet.
Der Heimatkundler Friedrich Bernhard Störzner schrieb 1904 in seinem Buch Was die Heimat erzählt, dass die Bezeichnung Lampertswald wahrscheinlich auf einen Siedler namens Lampert oder Lamprecht zurückgeht, der sich in diesem Waldstück als erster Siedler niederließ. Dieser Siedler war auch Namensgeber für das Dorf Lampertswalde, das im Wald entstand, als immer mehr Menschen sich dort niederließen. Während der Hussitenkriege in der ersten Hälfte des 15. Jahrhunderts wurde Lampertswalde ausgeplündert und verwüstet. Die überlebenden Einwohner gaben den Ort auf und das Dorf wurde zu einer Wüstung. Eine Heimatsage erzählt, dass sich in Vollmondnächten die Hütten und der Dorfbrunnen aus dem Waldboden erheben, und man Männer, Frauen und Kinder bei ihren alltäglichen Verrichtungen beobachten kann, als wäre das Dorf nie verschwunden. Neben Lampertswalde soll es eine weitere Siedlung namens Hilgersdorf im Lampertswald gegeben haben, welche ebenfalls von ihren Bewohnern aufgegeben und zur Wüstung wurde. Der Name dieses Dorfes wurde im Volksmund überliefert. Die nordöstlich des Spitzberges in Richtung Leppersdorf liegenden Feuchtwiesen sind noch in Karten aus dem 19. Jahrhundert als Hilgerswiesen eingezeichnet.

## Flora und Fauna

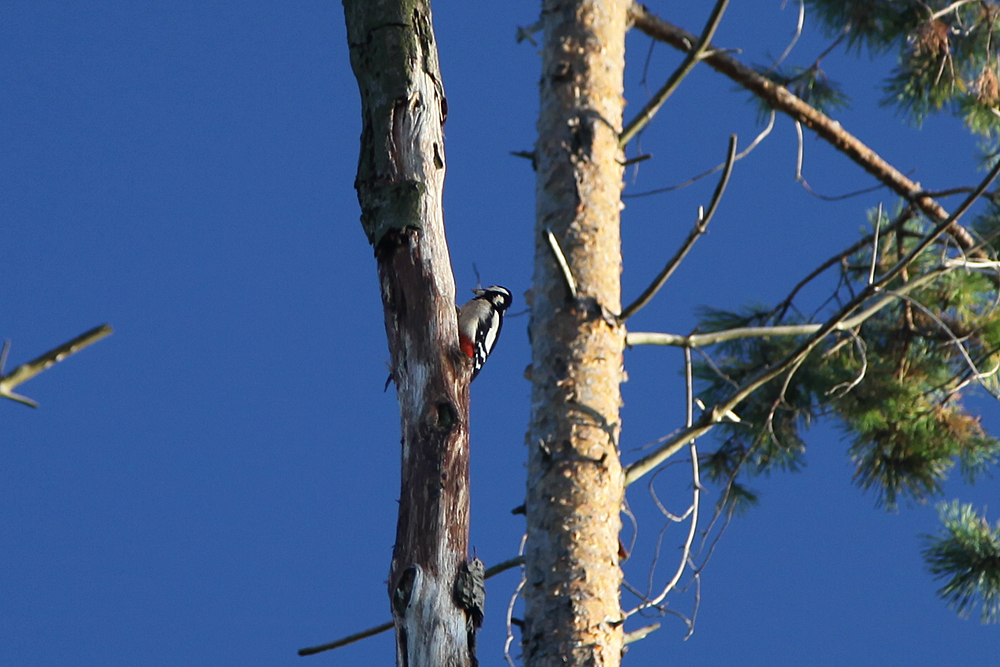
Buntspecht in der Landwehr

Die Landwehr besteht zum weitesten Teil aus Eichen-Buchen-Mischwald. Am zahlreichsten vorkommende Baumarten sind Rotbuche, Stiel- und Traubeneiche, Fichten und Kiefern. Weniger häufig sind Lärchen und Roteichen zu finden. An den Waldrändern und auf Lichtungen wachsen Birken und Ahorne. In der Krautschicht kommen an vielen Stellen des Waldes Brombeeren und Heidelbeeren vor. Einige westliche Gebiete der Landwehr sind reine Nadelbaumbestände.
Zu den wichtigsten Wildtieren im Waldgebiet zählen Rehwild, Schwarzwild, Füchse und Hasen. Häufig sind Waldmäuse im Unterholz zu finden. In der Vogelwelt der Landwehr treten zum Beispiel Buchfink, Buntspecht und Kleiber auf.
Im nordöstlichen Teil des Landwehrgebiets liegt ein Ausläufer des Schutzgebietes Fließgewässersystem Kleine Röder und Orla, einem Schutzgebiet des europäischen Natura-2000-Netzwerks. Das FFH-Gebiet im Bereich der Landwehr ist als schützenswerte Habitatfläche für den Fischotter ausgewiesen.

## Gewässer

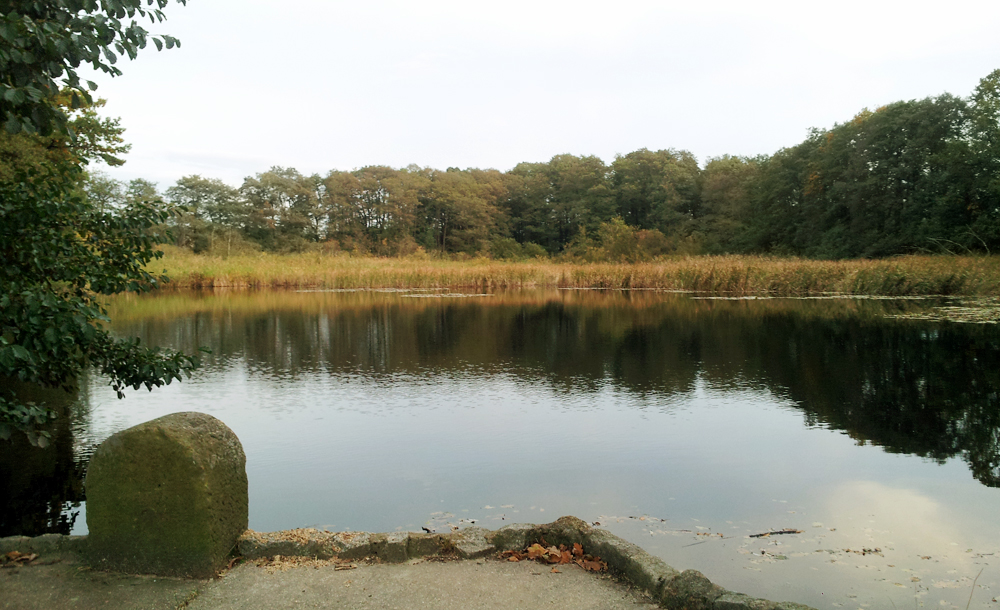
Der Wachauer Landwehrteich

Das heute größte Gewässer im Gebiet der Landwehr ist der zur Flur Wachau gehörende, etwa einen Hektar große Landwehrteich. Dieser wird aus den 2 Quellbächen der Orla gespeist, die am Nordrand der Landwehr entspringen. Der Teich befindet sich nördlich des Waldgebietes zwischen der Wachauer Hauptstraße (Kreisstraße K 9253) und dem Landwehrweg südöstlich von Wachau. Um das Gewässer stehen vereinzelte ältere Laubbäume, der Uferbereich und flache Abschnitte sind mit Schilfrohr bewachsen.
Im Südwesten des Waldgebietes entspringt der Landwehrbach, der in der Nähe der Jägerwiesen einige kleinere künstlich angelegte Teiche speist. Südwestlich der Siedlung Friedrichstal vereinigt sich der Landwehrbach mit dem vom Heinrichsthal kommenden Hofegrundbach (im Volksmund wegen seines Quellgebietes auch Käsebach genannt). Das vereinigte Gewässer fließt dann durch die früher zum Amt Radeberg gehörenden Hofe-Wiesen unter dem Namen Hofegrundbach durch das Radeberger Wiesental, speist den  Schlossteich und mündet unmittelbar danach in die Große Röder.
Bereits im 17. Jahrhundert ist der Hofegrundbach im Gebiet des heutigen Wiesentales zu einem etwa 2 Hektar großen Teich mit mehreren Staustufen angestaut worden, der ebenfalls den Namen Landwehrteich (in späteren Karten auch Lamper-Teich genannt) trug. In der 2. Hälfte des 19. Jahrhunderts ist dieser Landwehrteich verfüllt worden, eine der oberen Staustufen blieb erhalten.
Im 18. Jahrhundert war dieser südlich der Landwehr gelegene Landwehrteich gemeinsam mit anderen Gewässern der Gegend dem Radeberger Amtmann Ernst Ludwig Langbein, dem Vater des Schriftstellers August Friedrich Ernst Langbein, als Pachtgewässer zugeteilt.
Am nordöstlichen Rand der Landwehr verläuft die aus Richtung Lichtenberg kommende Kleine Röder, die in einem Bogen nach Norden weiterfließt. Außerdem sind im Waldgebiet mehrere Quellen und kleinere Bachläufe zu finden.
Das Waldgebiet der Landwehr wird somit sowohl nach Norden (Orla, Kleine Röder) als auch nach Süden (Landwehrbach, Hofegrundbach) entwässert. Der westliche Teil der Landwehr wird südlich von Feldschlösschen über den Tannengrundbach durch das Augustusbad direkt in die Große Röder entwässert.

## Spitzberg
Die höchste Erhebung in der Landwehr ist der Spitzberg mit einer heutigen Höhe von 292,8 m ü. HN. Im südwestlichen Bereich des Berges befindet sich die Kiesgrube Radeberg. Infolge des Kies-Abbaues hat der Spitzberg seine frühere charakteristische Kegelform und ursprüngliche Höhe von 297 m ü. HN verloren. Dieses Tagebaugebiet sowie die landwirtschaftlich genutzten Hänge südlich und südwestlich des Berges gelten als besonders gefährdet durch Wassererosion. Dadurch wird der Spitzberg als Defizitbereich mit geringer Landschaftsbildqualität eingeordnet.

## Unwetterereignis 2010

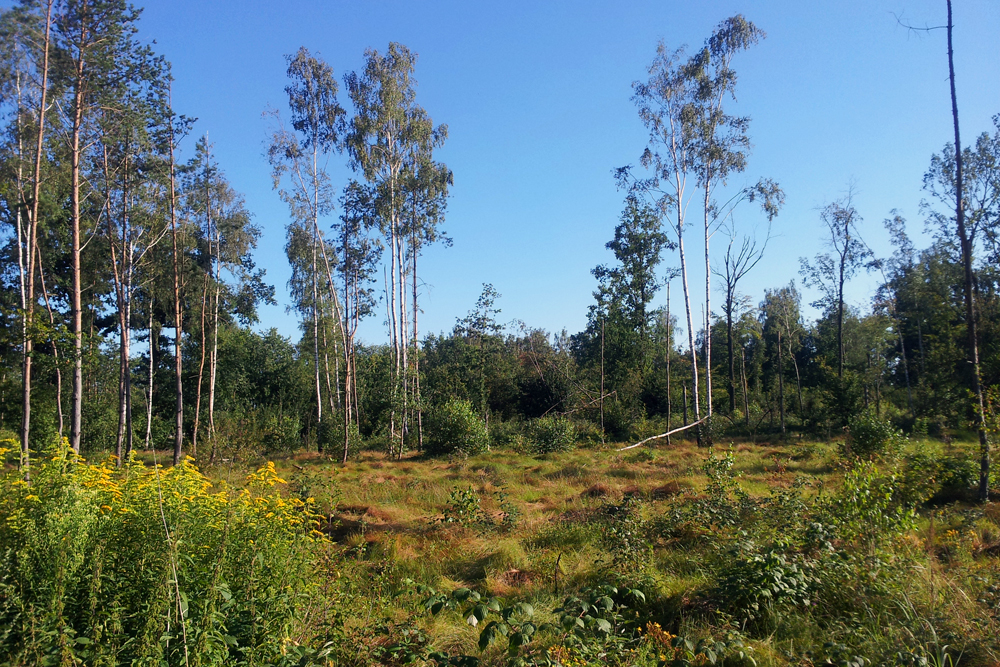
Vom Tornado am Pfingstmontag verursachte Lichtung (Foto von 2012)

Im Mai 2010 richtete der sogenannte Tornado am Pfingstmontag erhebliche Schäden in der Landwehr an. Das Unwetter zog, aus Richtung Wachau und dem Seifersdorfer Tal kommend, in Richtung Kleinröhrsdorf und verwüstete dabei weite Gebiete der Landwehr. Die zerstörten Abschnitte waren für mehrere Wochen nicht begehbar. Einige Wege wurden erst im September 2010 wieder freigegeben. In den durch den Tornado entstandenen, weitestgehend baumlosen Arealen entwickelte sich eine neue Lichtungsvegetation. In der Kraut- und Strauchschicht fanden sich Pflanzen wie Brombeeren, Heidelbeeren und Goldruten. Als Pionierbaumarten wuchsen vor allem Birken, Lärchen und Kiefern. In dem darauf folgenden Jahr begannen umfangreiche Aufforstungsarbeiten in den betroffenen Gebieten. Der offizielle Pressetermin des Staatsbetriebes Sachsenforst zum Start der landesweiten Wiederaufforstungsarbeiten im Rahmen der Sächsischen Waldwochen fand am 14. April 2011 in der Landwehr statt.

## Sonstiges
Die Bezeichnung Landwehr wird für mehrere Straßennamen in der Umgebung benutzt. In Wachau sowie im Ortsteil Feldschlößchen gibt es einen Landwehrweg, die Kreisstraße K 9254 heißt in der Gemarkung Leppersdorf Zur Landwehr. In Radeberg tragen ein Weg und eine Gartensparte den Namen Landwehrweg.
Die Feldflächen und Freiräume zwischen der Landwehr und der Stadtrandsiedlung Radeberg sind als Regionaler Grünzug zum Zweck der Erhaltung eines Artenschutz- und Biotopschutzverbunds deklariert.